# Püspökladány
Püspökladány és una ciutat a l'est d'Hongria a la regió de Észak-Alföld, al comtat de Hajdú-Bihar. La població es de 15117 persones (2009); la ciutat és la sisena del comtat per grandària. Prop del 97% de la població està format per magiars, prop del 3% per gitanos.
Per la ciutat passa el ferrocarril Budapest-Záhony, dos ferrocarrils menors, la ruta E60 i la carretera que condueix a Debrecen, que es troba a 45 km.